# Makila

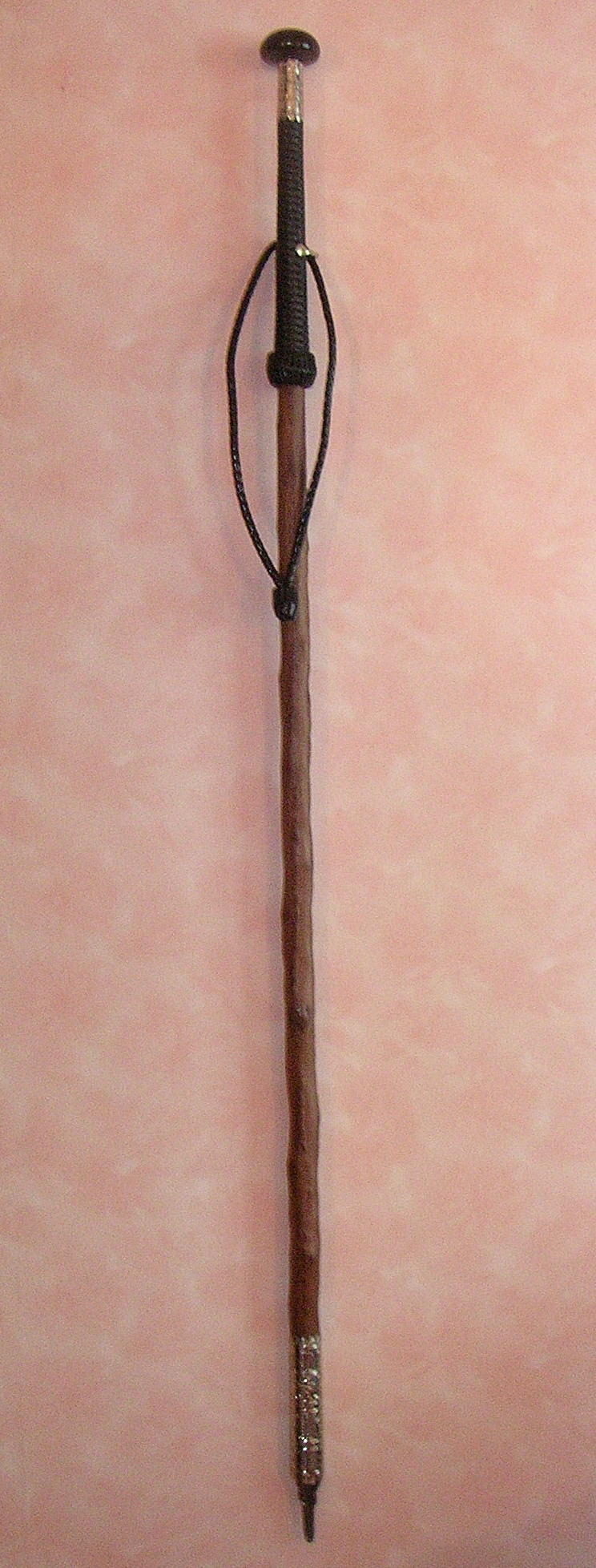
Una makila con pomello in corno, impugnature in cuoio intrecciato e finiture in alpacca.

Il makila, a volte scritto come maquila, maquilla o makhila è un bastone tradizionale dei Paesi Baschi, sia come strumento pratico che, soprattutto, come simbolo culturale di autorità e forza. Alla cerimonia di nomina dei Lehendakari (o dei deputati generali e dei sindaci) della regione, viene presentato una makila come simbolo del potere politico.

## Etimologia
"Makila", in basco, significa letteralmente "bastone", "bastone da passeggio", "asta" o "mazza". La parola deriva dal latino bacillum ("piccolo bastone"). "Makila" stesso porta diverse connotazioni, per esempio nella forma verbale, makilatu, che significa "randellare", o il derivato makila-ukaldi, che significa "colpo di bastone" o "colpo di mazza". Il termine, al di fuori dei Paesi Baschi, è stato associato alla tipico bastone basco. È interessante notare che nella lingua ebraica, come appare ripetutamente nel Pentateuco, la parola "makel" significa bastone o bastone (מקל). Nella lingua ebraica parlata oggi in Israele, il bastone è chiamato "makel alija" (bastone da passeggio).

## Aspetto
La makila è bastone da cammino, costituito da un'asta in legno di nespolo inciso, di una lunghezza variabile a seconda del suo proprietario, generalmente si usa sia l'altezza del bacino che l'altezza dello sterno, quindi da 1 a 1,4 metri. Il fondo è spesso ricoperto in acciaio o altro metallo e termina con una punta metallica per la trazione. Il manico normalmente è rivestito di metallo o cuoio intrecciato per migliorare la presa per le mani, con un cordino attaccato alla parte inferiore di questa impugnatura. Il bastone termina superiormente con un pomello o un pomello piatto, fatto di corno, acciaio o bronzo. La parte superiore composta dal pomello e dall'impugnatura può essere rimossa dalla parte superiore del bastone, esponendo una punta o una lama nascosta, che trasforma efficacemente il bastone in una corta lancia. Si dice che la forma del pomo assomigli al cappello indossato dai pastori baschi.
Alcuni makila sono creati per soli scopi cerimoniali, spesso oggetto di regalo o premio individuale, sono decorate con elaborate incisioni e le loro parti metalliche sono in argento o in oro. Questi  hanno una lunghezza standard di 1,2 m, non seguendo la regola della lunghezza personalizzata.

## Storia e manifattura
La forma del makila è vecchio di secoli e rimane sostanzialmente invariata. Ci sono poche informazioni sulla sua origine, ma potrebbe essere correlata al medioevo, come derivato occultabile di una particolare forma di lancia o lancia da caccia.
Il processo produttivo è così radicato nella tradizione che il prodotto finito può richiedere anni di lavoro. Inizia in primavera, con l'artigiano che seleziona un ramo adatto da un nespolo e incide un disegno nel legno vivo lasciando il ramo attaccato. Il ramo viene lasciato fino all'autunno inoltrato, lasciando che il legno cicatrizzi e crescendo espanda il disegno sulla sua superficie. L'artigiano deve quindi tornare dove ha trovato l'albero e tagliare il ramo. La corteccia viene quindi rimossa e l'albero viene raddrizzato mediante un attento riscaldamento. Successivamente, il bastone deve essere essiccato ed invecchiato per diversi anni. Una volta stagionato, il legno viene impregnato con un pigmento la cui formula è segretamente custodita da ogni artigiano, e poi assemblato con le varie fasce e finiture metalliche. L'artigiano firmerà il suo lavoro con il proprio simbolo o il nome della sua famiglia e inciderà anche il manico o il pomello con il nome del destinatario, lo stemma di famiglia o altro testo come richiesto.

## Uso

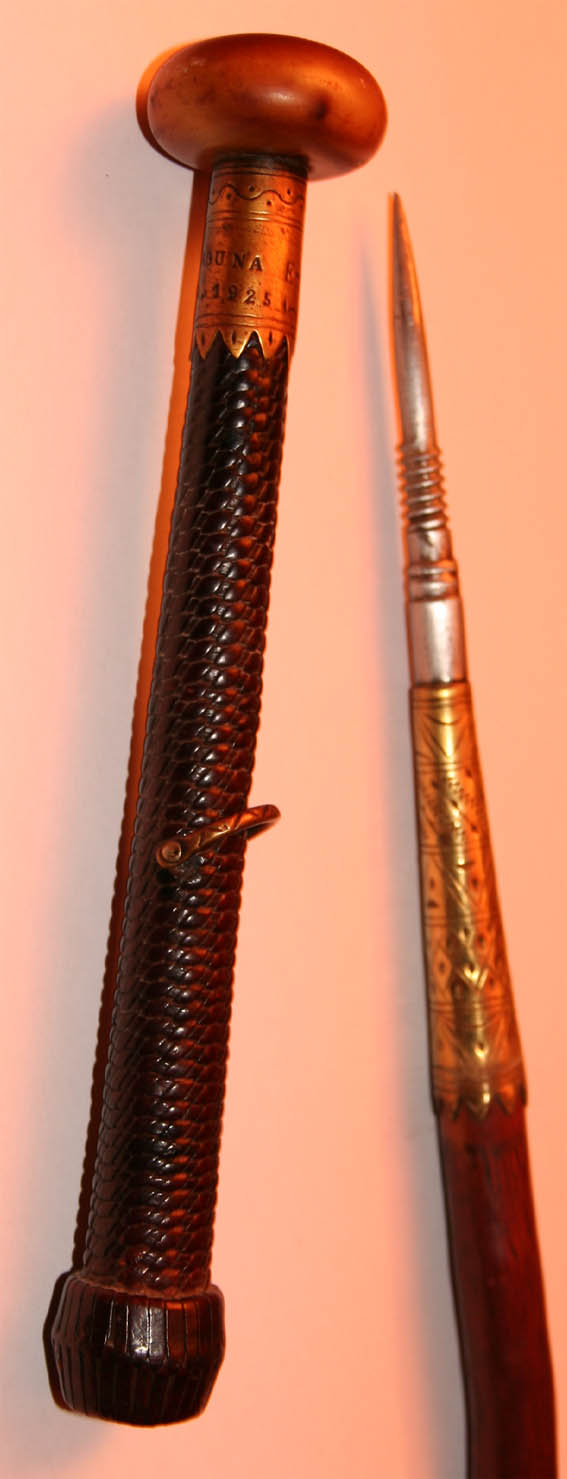
Il segreto mortale del makila: una punta d'acciaio nascosta

Il makila è un pratico bastone da passeggio ed un'arma per la difesa personale. Erano (e sono tuttora) usati dai pastori per aiutare a guidare i loro greggi e per difendersi dai lupi e altri predatori selvatici. Sono usati da cacciatori ed escursionisti nei Paesi Baschi come bastoncini da trekking e sono usati nelle danze popolari tradizionali.
Come arma il makila può essere afferrato dal manico per colpi veloci e leggeri o usato nel modo opposto per colpire con il pomo come mazza. La punta nascosta può essere usata con effetti mortali come arma da punta o come arma da lancio come ultima risorsa.